# Cowperia indica
Cowperia indica är en stekelart som först beskrevs av Geoffrey John Kerrich 1963.
Cowperia indica ingår i släktet Cowperia och familjen sköldlussteklar. Inga underarter finns listade i Catalogue of Life.